# Piptospatha brevipedunculata
Piptospatha brevipedunculata är en kallaväxtart som först beskrevs av Hiroshi Okada och Y.Mori, och fick sitt nu gällande namn av Josef Bogner och Alistair Hay. Piptospatha brevipedunculata ingår i släktet Piptospatha och familjen kallaväxter. Inga underarter finns listade.